# جو کافور
جو کافور (انگلیسی: Jo Kuffour؛ زادهٔ ۱۷ نوامبر ۱۹۸۱) بازیکن فوتبال اهل بریتانیا است.
از باشگاه‌هایی که در آن بازی کرده‌است می‌توان به باشگاه فوتبال ای‌اف‌سی بورنموث، باشگاه فوتبال سوئیندون تاون، باشگاه فوتبال آرسنال، باشگاه فوتبال گیلینگام، و باشگاه فوتبال بریستول راورز، باشگاه فوتبال تورکی یونایتد، باشگاه فوتبال وایکام واندررز، باشگاه فوتبال برنتفورد، باشگاه فوتبال گیلینگام، و باشگاه فوتبال ساتون یونایتد اشاره کرد.